# Madhouse
A Madhouse amerikai fúziós jazz együttes Minneapolisból (Minnesota, Egyesült Államok), melyet Prince alapított. Két Madhouse album (és több kislemez) jelent meg 1987-ben.

## Történet
Prince már 1985-ben készíteni akart egy hangszeres jazz-funk albumot, mióta felvett dalokat Eric Leeds-dzel a The Family mellékprojektjéhez. 1985 végén, 1986 elején több órányi felvételt készített Leeds-dzel, Sheila E-vel és az együttesének tagjaival. A projektet félbehagyták és megalapították a Madhouse-t.
A 8 japán kiadásán az együttes tagjai a következők: Eric Leeds – szaxofon, John Lewis – dobok, Bill Lewis – basszusgitár, Austra Chanel – billentyűk. A 8 albumon ennek ellenére csak Prince és Leeds vett részt.
A dalok az albumokon számozva vannak (pl.: a harmadik dal címe az első albumon: "Három"). Mindkét album borítóján Maneca Lightner játszik egy kiskutyával. Ezen kívül készült egy 1987-es film a Madhouse-zal, melynek címe "Hard Life".
Ezeken kívül még két másik albumot vettek fel, mindkettőnek címe a 24 volt.
Az első 24-ez 1988-ben vette fel Prince és Leeds. Leeds 1991-es Times Squared albumán jelent meg egy dal az albumról és a 24 bootleg verziói szerezhetők csak meg. Ez az album sokkal elektronikusabb, mint a korábbiak. A "21" és "24" közti dalokon szerepel vokál is.
A második "24"-et 1993-ban vette fel Prince (billentyűk), Leeds (szaxofon), Levi Seacer Jr. (gitár), Sonny T. (basszusgitár) és Michael B. (dobok). Csak két dal jelent meg hivatalosan, a "17 (Penetration)" ("17"-ként az 1994-es 1-800-NEW-FUNK válogatásalbumon). A másik pedig az "Asswoop" 2001-ben.

## Diszkográfia

### Albumok

#### 8
1. "One" – 7:16
2. "Two" – 5:31
3. "Three" – 3:16
4. "Four" – 2:24
5. "Five" – 1:15
6. "Six" – 4:28
7. "Seven" – 4:09
8. "Eight" – 10:05

Producer és szerző: Madhouse, kiadó: Paisley Park/Warner Bros., 1987

#### 16
1. "Nine" – 2:06
2. "Ten" – 5:04
3. "Eleven" – 6:14
4. "Twelve" – 5:14
5. "Thirteen" – 4:46
6. "Fourteen" – 5:12
7. "Fifteen" – 3:49
8. "Sixteen" – 4:17

Producer és szerző: Madhouse, kiadó: Paisley Park/Warner Bros., 1987

### Kislemezek
- "Six" – "6 and 1/2"
- "Ten" – "Ten and 1/2"
- "Thirteen" – "Four"

### 12"
- "Six" – "Six", "Six (End of the World Mix)", "6 and 1/2"
- "Ten" – "Ten (The Perfect Mix)", "Ten and 1/2", "Two".
- "Thirteen" – "Thirteen (The Paisley Park Mix)", "Thirteen and 1/4", "Four".